# Vlag van Kumamoto

Vlag van Kumamoto (ratio 2:3)

Vlag gebruikt op de 15e nationale atletiekwedstrijd van Kumamoto. (ratio 43:64)

De prefecturale vlag van Kumamoto bestaat uit een wijnrood vlak met een wit gestileerd katakana-karakter ク [ku] in de vorm van het eiland Kyushu. De cirkel in het midden symboliseert de positie van Kumamoto in het midden van het eiland. De prefecturale vlag werd op 23 juli 1966 aangenomen.
In 1960, zes jaar voordat de huidige prefecturale vlag werd aangenomen, maakte het uitvoerend comité van de nationale atletiekwedstrijd ter gelegenheid van het evenement de prefecturale vlag voor de 15e nationale atletiekwedstrijd van Kumamoto. De afbeelding van de fakkel van de nationale atletiekmeeting is bovenop de uitbarsting geplaatst, met het silhouet van de uitbarstende berg Aso afgebeeld in kobaltblauw en gecombineerd met het kronkelende wapen van Kato Kiyomasa, de eerste heer van Kumamoto, als motief, en de naam van de prefectuur geschreven in witte hiragana op het onderste derde deel van de kobaltblauwe grond. Omdat het slechts een 'nationale vlag' was, werd deze niet gebruikt na de sluiting van de nationale atletiekmeeting en moest een officiële prefecturale vlag tot zes jaar later wachten. Het prefecturale volkslied van Kumamoto, dat tegelijk met de vlag door het organisatiecomité van de nationale atletiekbijeenkomst werd ingesteld, wordt nog steeds door de prefectuur uitgevoerd.